# Turgut Özal
Turgut Özal (Malatya, 13 de octubre de 1927-Ankara, 17 de abril de 1993) fue un político y economista turco que ocupó el cargo de primer ministro y fue el octavo presidente de Turquía.

## Biografía
Estaba casado con Semra Özal tuvo dos hijos y una hija. Uno de sus hijos, Ahmet Ozal, fue elegido para el parlamento después de las elecciones de 1999, pero se quedó afuera, después de las elecciones de 2002.
Özal realizó estudios universitarios en Turquía y en Estados Unidos, especializándose en ingeniería en la década de 1950. De retorno a Turquía, trabajó en la administración estatal de electricidad. Después de 1961 Özal trabajó en diversas empresas turcas de propiedad estatal, ganando fama por su habilidad, y llegó a servir como subsecretario del primer ministro Süleyman Demirel hasta que éste fue derrocado por el golpe de Estado del 12 de septiembre de 1980.

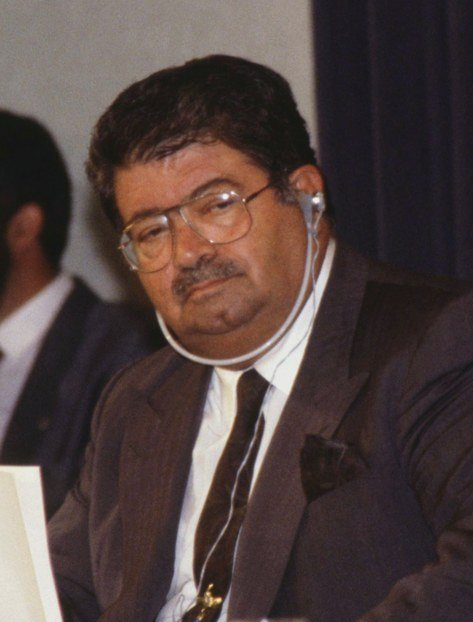
Fotografiado en septiembre de 1989 en La Moncloa

El gobierno militar dirigido por el general Kenan Evren designó a Özal como ministro a cargo de asuntos económicos hasta julio de 1982. En mayo de 1983 Özal fundó el "Partido de la Madre Patria" y con él se presentó a las elecciones del mismo año, ganando los comicios y asumiendo el cargo de primer ministro el 13 de diciembre de 1983. Requiriendo la reelección en 1987, ganó nuevamente las elecciones.
Özal fue designado presidente de Turquía el 9 de noviembre de 1989 por la Asamblea Nacional de Turquía, siendo primer ministro, y asumió el cargo asumiendo una política prooccidental. Ante el colapso de la Unión Soviética en 1991, Özal trató de forjar rápidamente relaciones económicas y culturales entre Turquía y los nuevos Estados de Asia Central, y con Azerbaiyán, tratando de crear una alianza política de gran alcance con dichos países. 
En el plano interior, favoreció el liberalismo económico, otorgando concesiones de determinados servicios administrados por el Estado a empresas privadas y privatizando empresas estatales. Durante la Guerra del Golfo de 1991, Özal apoyó a EE. UU., otorgando bases militares a tropas estadounidenses y cerrando la frontera turca con Irak.
El 17 de abril de 1993 Özal fue hallado muerto en las oficinas presidenciales, a causa de un ataque cardiaco, aunque su esposa Semra Özal alegó ante las autoridades turcas que su esposo había sido envenenado.